# Christopher Rithe
Christopher Rithe (1531–1606) foi Membro do Parlamento de Inglaterra por Petersfield de outubro de 1555 a 1559.
Um advogado de profissão, ele era de Northington.